# Morðingjarnir
 (novembre 2023).
Morðingjarnir est un groupe islandais de rock. Le groupe compte quatre albums, le dernier en 2016, Loftsteinn, ainsi que plusieurs singles. Trois membres du groupe faisaient partie du groupe Dádadrengir.

## Histoire
Le groupe est formé en août 2005. Leur premier album, Í götunni minni sort l'année suivante en 2006, et est bien accueilli par la presse spécialisée. La même année, ils jouent au festival Iceland Airwaves et annoncent un nouvel album et publient leur deuxième album, Áfram Ísland!, en 2007, qui est bien accueilli par la presse spécialisée, dont The Reykjavík Grapevine. Le premier concert en promotion à l'album a lieu au Green Hat d'Akureyri le 22 mars 2007.
En 2009, ils sortent leur troisième album, Flóttinn mikli. Le dernier album en date, Loftsteinn, sort en 2016.
Morðingjarnir apparaît aussi dans le documentaire punk de Susan Dynner, Punk's Not Dead

## Membres
- Atli Erlendsson — basse
- Baldur Ragnarsson — guitare
- Haukur Viðar Alfreðsson — chant, guitare
- Helgi Pétur Hannesson — batterie

## Discographie
- 2006 : Í götunni minni
- 2007 : Áfram Ísland!
- 2009 : Flóttinn mikli
- 2016 : Loftsteinn